# 二氯二茂铌
二氯二茂铌是一种金属有机化合物，化学式为(C5H5)2NbCl2，可简写为Cp2NbCl2，其中Cp为环戊二烯。它是棕色固体，可用于合成其它有机铌化合物。这个化合物最初由杰弗里·威尔金森报道，它可以五氯化铌和环戊二烯基钠为原料，经多步反应制得：
NbCl5 + 6 NaC5H5   →   5 NaCl + (C5H5)4Nb + 有机产物
(C5H5)4Nb  +  2 HCl  + 0.5 O2    →     [{C5H5)2NbCl}2O]Cl2  +  2 C5H6
2 HCl  +  [{(C5H5)2NbCl}2O]Cl2  +  SnCl2   →   2 (C5H5)2NbCl2  +  SnCl4  +  H2O